# برمجية إجرامية
البرمجية الإجرامية (بالإنجليزية: Crimeware)‏ هي فئة من البرمجيات الخبيثة المصممة خصيصًا لأتمتة الجرائم المعلوماتية.
تُصمم البرمجيات الإجرامية (وهي متميزة عن البرمجيات التجسسية وبرمجيات الإعلانات المدعومة) لارتكاب سرقة الهوية من خلال الهندسة الاجتماعية (أمن) أو التخفي التقني من أجل الوصول إلى الحسابات المالية لمستخدم الكمبيوتر بغرض الحصول على أموال من تلك الحسابات أو إكمال معاملات غير مصرح بها تثري السارق المعلوماتي أو السارق عبر الإنترنت. ومن الممكن أيضا أن تسرق البرمجيات الإجرامية معلومات الشركة السرية أو الحساسة. تمثل البرمجيات الإجرامية مشكلة متنامية في مجال حماية الشبكات حيث تسعى العديد من التهديدات البرمجية الخبيثة إلى سرقة المعلومات السرية.
صاغ ديفيد جيفانز مصطلح البرمجية الإجرامية في فبراير 2005 في رد مجموعة العمل لمكافحة الخداع على مقال FDIC «وضع حد لسرقة الهوية عبر السيطرة على الحساب» الذي نشر في 14 ديسمبر 2004.